# Верби (Генічеський район)
Верби́ — село в Україні, у Нижньосірогозькій селищній громаді Генічеського району Херсонської області. Населення становить 730 осіб. Два пробивні колодязі. День села — у серпні.

## Історія
Верби засновані на початку XX ст. вихідцями з Нижніх Сірогоз і Іванівки.
За часів СРСР Верби були центром сільської Ради. Сільраді підпорядковувалися селища Зернове. Комсомольське, Партизани і Чеховка.
У Вербах знаходилася центральна садиба радгоспу «Червоний партизан», за яким було закріплено 15 363 га сільськогосподарських угідь, з них 14 990 га орної землі, у тому числі 136 га — під баштанними культурами. 347 га займали пасовища, 26 га — сади. Господарство зернового і м'ясо-молочного напрямку, спеціалізувалося на виробництві свинини. 65 передовиків радгоспу були удостоєні орденів і медалей. Орденом Леніна нагороджені свинарка В. К. Борсук, доярка В. М. Ващенко і механізатор І. Е. Чуб. орденом Жовтневої Революції — механізатори Т. Є. Скрипченко та І. К. Трюхан, орденом Трудового Червоного Прапора — 14 осіб. Колишній будинок культури залом вміщав 450 місць, у селі була бібліотека з книжковим фондом 19 тис. Примірників, дільнична лікарня на 35 ліжок (11 медпрацівників, у тому числі 3 лікаря), дитячий садок на 70 місць, комплексний приймальний пункт РАЙПОБУТКОМБІНАТ, їдальня, 6 магазинів, відділення зв'язку, ощадкаса, АТС на 100 номерів, парк культури і відпочинку площею 13 га.
142 жителя села захищали Батьківщину на фронтах Другої Світової війни, 67 з них загинули у боях, 96 — удостоєні урядових нагород. У 1956 р. в Вербах споруджено пам'ятник радянським воїнам, полеглим при визволенні села від гітлерівських загарбників у жовтні 1943 року.
Уродженцями села є кандидат технічних наук П. Г. Башлаков, кандидат хімічних наук А. В. Силаков, кандидати сільськогосподарських наук П. Я. Коваленко та В. Я. Таран.
На прилеглих до села господарчих землях свою діяльність ведуть фермерські господарства: «Зеніт», «Козаче», «Діана», «Сідоч», «Деметра», «Корал», «Жайворонок», «Фенікс-2011», «Олеандр», «Тамань», СФГ «Іва».
У селі знаходиться Загальноосвітня школа І-ІІІ ступенів, Дошкільний навчальний заклад «Зірочка», який розташовано в новій великій будівлі збудованій на початку 90-х років, амбулаторія, будинок культури, який знаходиться у приміщенні колишньої музичної школи. Старий великий будинок культури, який загалом вміщав 450 місць, було зруйновано.
У селі є самодіяльний колектив «Вербівчанка», який виконує народні та сучасні естрадні пісні.
12 червня 2020 року, відповідно до розпорядження Кабінету Міністрів України № 726-р «Про визначення адміністративних центрів та затвердження територій територіальних громад Херсонської області», увійшло до складу Нижньосірогозької селищної громади.
19 липня 2020 року, в результаті адміністративно-територіальної реформи та ліквідації  Нижньосірогозького району увійшло до складу Генічеського району.
24 лютого 2022 року село тимчасово окуповане російськими військами під час російсько-української війни.

## Населення
Згідно з переписом УРСР 1989 року чисельність наявного населення села становила 810 осіб, з яких 379 чоловіків та 431 жінка.
За переписом населення України 2001 року в селі мешкало 711 осіб.

### Мова
Розподіл населення за рідною мовою за даними перепису 2001 року:
| Мова       | Відсоток |
| ---------- | -------- |
| українська | 86,99 %  |
| російська  | 12,33 %  |
| молдовська | 0,68 %   |